# Associazione Calcio Renate 2013-2014
Questa pagina raccoglie le informazioni riguardanti l 'Associazione Calcio Renate nelle competizioni ufficiali della stagione 2013-2014.

## Stagione
Nella stagione 2013-2014 il Renate disputa il girone A di Seconda Divisione di Lega Pro, raccoglie 57 punti con il secondo posto alle spalle del Bassano, centrando l'obiettivo di far parte nella prossima stagione del campionato di Lega Pro in Divisione Unica e non più con Prima e Seconda Divisione, per la prossima stagione 2014-2015. La riforma della Lega Pro premia le prime nove classificate che restano nel terzo livello del calcio nazionale, le altre nove società retrocedono in Serie D. Il Renate per questa stagione è ancora allenato da Simone Boldini, ottiene 27 punti nel girone di andata e 30 nel girone di ritorno. Nella Coppa Italia di Lega Pro la squadra nerazzurra vince il girone B di qualificazione, eliminando il Como e la Pergolettese. Poi nel primo turno ad eliminazione diretta vince dopo i tempi supplementari a Bolzano (2-3) con il Sudtirol, nel secondo turno viene invece eliminata dal torneo, perdendo (4-3) con il Monza. Miglior marcatore stagionale del Renate è stato Luciano Gualdi che ha firmato 11 reti, delle quali 10 in campionato ed 1 in Coppa Italia.

## Organigramma societario
Area direttiva
- Presidenti: Luigi Spreafico e Giancarlo Citterio
- Vicepresidente: Massimo Villa
- Amministratore delegato: Raffaele Perillo
- Direttore sportivo: Luigi Abbate
- Segretario: Primo Sironi

Area tecnica
- Allenatore: Simone Boldini
- Vice allenatore: Gioacchino Adamo
- Preparatore atletico: Diego Scirea
- Medico sociale: dott. Ivano Riva
- Massaggiatore: Alessandro Pozzi

## Rosa
| N. |                   | Ruolo | Calciatore              |
| -- | ----------------- | ----- | ----------------------- |
|    | Italia (bandiera) | D     | Fabio Adobati           |
|    | Italia (bandiera) | D     | Davide Adorni           |
|    | Italia (bandiera) | C     | Luca Baldo              |
|    | Italia (bandiera) | A     | Daniele Bernasconi      |
|    | Italia (bandiera) | D     | Michele Bonfanti        |
|    | Italia (bandiera) | P     | Andrea Caroppo          |
|    | Italia (bandiera) | A     | Stefano Castellani      |
|    | Italia (bandiera) | C     | Marco Chimenti          |
|    | Italia (bandiera) | P     | Matteo Antonio Cincilla |
|    | Italia (bandiera) | A     | Damien Florian          |
|    | Italia (bandiera) | C     | Andrea Fumagalli        |
|    | Italia (bandiera) | C     | Fabio Gavazzi           |
|    | Italia (bandiera) | C     | Giorgio Gianola         |
|    | Italia (bandiera) | C     | Luciano Gualdi          |

| N. |                   | Ruolo | Calciatore           |
| -- | ----------------- | ----- | -------------------- |
|    | Italia (bandiera) | A     | Filippo Lauricella   |
|    | Italia (bandiera) | C     | Luca Maccabiti       |
|    | Italia (bandiera) | C     | Andrea Malgrati      |
|    | Italia (bandiera) | P     | Marco Marcandalli    |
|    | Italia (bandiera) | C     | Lorenzo Mascheroni   |
|    | Italia (bandiera) | C     | Carlo Merlino        |
|    | Italia (bandiera) | D     | Stefano Morotti      |
|    | Italia (bandiera) | D     | Leonardo Muchetti    |
|    | Italia (bandiera) | C     | Cristian Petrinelli  |
|    | Italia (bandiera) | D     | Ruggero Riva         |
|    | Italia (bandiera) | P     | Antonio Santurro     |
|    | Italia (bandiera) | C     | Jacopo Scaccabarozzi |
|    | Italia (bandiera) | A     | Christian Spampatti  |
|    | Italia (bandiera) | C     | Nicolas Teggi        |

## Risultati

### Campionato Lega Pro Seconda Divisione

#### Girone di andata
| Meda 1º settembre 2013 1ª giornata | Renate                        | 0 – 0 | SPAL | Stadio Città di Meda\| Arbitro: \| Baldicchi (Città di Castello) \| |
| Arbitro:                           | Baldicchi (Città di Castello) |       |      |                                                                     |

| Arbitro: | Rossi (Rovigo) |

|              |           |                            |
| Gerolino 66’ | Marcatori | 49’ Morotti 81’ Castellani |

| Arbitro: | Mastrodonato (Molfetta) |

|             |           |              |
| Florian 76’ | Marcatori | 79’ Cristini |

| Arbitro: | Di Martino (Teramo) |

|              |           |  |
| Nicastro 51’ | Marcatori |  |

| Arbitro: | Luciano (Lamezia Terme) |

|                   |           |  |
| Scaccabarozzi 25’ | Marcatori |  |

| Arbitro: | Pelagatti (Arezzo) |

|                   |           |                |
| Scaccabarozzi 20’ | Marcatori | 45’ Bonvissuto |

| Arbitro: | Giua (Pisa) |

|               |           |  |
| Strizzolo 14’ | Marcatori |  |

| Meda 20 ottobre 2013 8ª giornata | Renate              | 0 – 0 | Alessandria | Stadio Città di Meda\| Arbitro: \| Formato (Benevento) \| |
| Arbitro:                         | Formato (Benevento) |       |             |                                                           |

| Arbitro: | Pillitteri (Palermo) |

|                |           |                                |
| Arzamendia 51’ | Marcatori | 37’ Bernasconi 59’, 88’ Gualdi |

| Arbitro: | Rapuano (Rimini) |

|                                      |           |                               |
| Scaccabarozzi 71’ (rig.), 90’ (rig.) | Marcatori | 16’ J. Fortunato 51’ Floriano |

| Arbitro: | Spinelli (Terni) |

|              |           |                   |
| Maccabiti 2’ | Marcatori | 5’, 34’ Spampatti |

| Arbitro: | Bichisecchi (Livorno) |

|                       |           |  |
| Gavazzi 5’ Gualdi 48’ | Marcatori |  |

| Arbitro: | Cangiano (Napoli) |

|                         |           |               |
| Odogwu 73’ G. Conti 78’ | Marcatori | 72’ Spampatti |

| Arbitro: | Amoroso (Paola) |

|  |           |                                  |
|  | Marcatori | 20’ Segato 90+2’ (rig.) Pettarin |

| Arbitro: | Ranaldi (Tivoli) |

|  |           |                |
|  | Marcatori | 88’ Castellani |

| Arbitro: | Capraro (Cassino) |

|                   |           |                |
| Scaccabarozzi 86’ | Marcatori | 8’ Pietribiasi |

| Arbitro: | Guarino (Caltanissetta) |

|                |           |                            |
| Sinigaglia 33’ | Marcatori | 60’ Florian 81’ Castellani |

#### Girone di ritorno
| Arbitro: | Candeo (Este) |

|  |           |                           |
|  | Marcatori | 51’ Adobati 52’ Spampatti |

| Arbitro: | Albertini (Ascoli Piceno) |

|  |           |           |
|  | Marcatori | 70’ Boron |

| Arbitro: | Di Ruberto (Nocera Inferiore) |

|  |           |                            |
|  | Marcatori | 43’ Gavazzi 68’ Castellani |

| Arbitro: | Boggi (Salerno) |

|               |           |                  |
| Spampatti 39’ | Marcatori | 45+1’ Ameth Fall |

| Santarcangelo di Romagna 2 febbraio 2014 22ª giornata | Santarcangelo    | 0 – 0 | Renate | Stadio Valentino Mazzola\| Arbitro: \| Strippoli (Bari) \| |
| Arbitro:                                              | Strippoli (Bari) |       |        |                                                            |

| Arbitro: | Bichisecchi (Livorno) |

|                    |           |  |
| Infantino 18’, 60’ | Marcatori |  |

| Arbitro: | Baroni (Firenze) |

|                           |           |  |
| Castellani 63’ Gualdi 72’ | Marcatori |  |

| Arbitro: | Rapuano (Rimini) |

|  |           |                                              |
|  | Marcatori | 57’ Chimenti 82’ (rig.) Gualdi 90+1’ Florian |

| Arbitro: | Capilungo (Lecce) |

|                                      |           |  |
| Castellani 7’ Gualdi 29’ Florian 59’ | Marcatori |  |

| Arbitro: | Panarese (Lecce) |

|             |           |  |
| Cavagna 39’ | Marcatori |  |

| Arbitro: | Luciano (Lamezia Terme) |

|            |           |  |
| Gualdi 42’ | Marcatori |  |

| Arbitro: | Bertani (Pisa) |

|            |           |                                                         |
| Fumana 52’ | Marcatori | 30’ (aut.) Al. Rossi 38’ R. Riva 45’ Florian 90’ Gualdi |

| Arbitro: | Fiore (Barletta) |

|            |           |            |
| Gualdi 53’ | Marcatori | 76’ Odogwu |

| Arbitro: | Strippoli (Bari) |

|                |           |             |
| Longobardi 54’ | Marcatori | 88’ Florian |

| Meda 13 aprile 2014 32ª giornata | Renate                        | 0 – 0 | Pergocrema | Stadio Città di Meda\| Arbitro: \| Di Ruberto (Nocera Inferiore) \| |
| Arbitro:                         | Di Ruberto (Nocera Inferiore) |       |            |                                                                     |

| Arbitro: | Panarese (Lecce) |

|                             |           |                           |
| Maistrello 18’ Iocolano 40’ | Marcatori | 80’ Gualdi 87’ Castellani |

| Arbitro: | Baldicchi (Città di Castello) |

|                         |           |                |
| Florian 19’ (rig.), 33’ | Marcatori | 23’ Sinigaglia |

### Coppa Italia di Lega Pro

#### Girone C
| Arbitro: | Bertani (Pisa) |

|                       |           |               |
| Bertazzoli 82’ (rig.) | Marcatori | 11’ Spampatti |

| Arbitro: | Greco (Lecce) |

|                                     |           |  |
| Spampatti 5’, 30’ Scaccabarozzi 55’ | Marcatori |  |

#### Secondo turno
| Arbitro: | Rasia (Bassano del Grappa) |

|                        |           |                                          |
| Bastone 27’ Ahmedi 63’ | Marcatori | 3’ (rig.), 119’ Bernasconi 90+2’ Florian |

#### Terzo turno
| Arbitro: | Candeo (Este) |

|                                                |           |                                |
| Laraia 3’ Morao 45+2’ Fisher 55’ R. Ravasi 77’ | Marcatori | 14’ Teggi 20’ Baldo 45’ Gualdi |